# Handelsakademie und Handelsschule Wiener Neustadt
Die Handelsakademie und Handelsschule in Wiener Neustadt wurde 1945 als erste Handelsakademie in Niederösterreich gegründet.

## Geschichte
Die Schule wurde 1945 von der Stadt Wiener Neustadt gegründet. Die Städtische Schule wurde in der schwer kriegsbeschädigten Stadt in der ehemaligen Taubstummenanstalt in der Schneeberggasse untergebracht und umfasste anfangs zwei Klassen mit je 45 Schülern und die Schüler hatten bedingt durch den Zweiten Weltkrieg einen starken Altersunterschied von 14 bis 32 Jahren. 1946 übersiedelte die Handelsakademie und Handelsschule (die ehemalige Wirtschaftsschule) in das ehemalige Karmelitinnenkloster zwischen der Herzog-Leopold-Straße und der Haggenmüllergasse. Nach der Umsiedlung der Bezirkshauptmannschaft in einen Neubau übersiedelte die Schule 1958 an den heutigen Standort in das 1903 fertiggestellte ehemalige Truppenspital, welches vom Bundesministerium für Finanzen, Handel- und Wiederaufbau, Unterricht erworben wurde. Mit 1. Jänner 1961 wurde die Schule als Bundesschule übernommen. Im Zuge eines Umbaus und Sanierung befand sich die Schule von 2010 bis 2012 in der ehemaligen Bechtolsheim-Kaserne.

## Schulleitung
- 1945–1973 Josef Schwendenwein
- 1973–1974 Othmar Gidaly
- 1974–1991 Rudolf Scheicher
- 1991–2000 Peter Marwan-Schlosser
- 2000–2001 Manfred Gneist
- 2001–2010 Jutta Eidler[1]
- 2010–2020 Gerhard Janovsky
- seit 2020 Engelbert Zwitkovits

## Maturanten
- 1971 Michael Weninger, Geistlicher und Diplomat im Vatikan
- 1971 Klaus Schneeberger, Bürgermeister in Wiener Neustadt